# 長坂站
長坂站（日语：／ Nagasaka eki */?）是東日本旅客鐵道（JR東日本）中央本線的鐵路車站，位於日本山梨縣北杜市長坂町長坂上條。

## 歷史
- 1918年（大正7年）12月11日：開業，為鐵道省的一個車站[1]。
- 1949年（昭和24年）6月1日：成為日本國有鐵道的一個車站。
- 1972年（昭和47年）2月1日：停止辦理貨運業務。
- 1987年（昭和62年）4月1日：國鐵分割民營化，成為東日本旅客鐵道的一個車站。
- 2014年（平成26年）4月1日：本站被编入東京近郊區間，可以使用Suica。
- 2017年（平成29年）3月3日：綠窗口營業結束。
- 2017年（平成29年）4月1日：車站更改等級為招呼站。

## 車站結構
側式月台2面2線的地面車站。

### 月台配置
| 月台 | 路線     | 方向 | 目的地                               |
| ---- | -------- | ---- | ------------------------------------ |
| 1    | 中央本線 | 上行 | 甲府、大月、八王子、立川、新宿方向   |
| 2    | 中央本線 | 下行 | 上諏訪、鹽尻、松本、長野、名古屋方向 |

（來源：JR東日本:車站構內圖 （页面存档备份，存于））

## 使用情況
根據JR東日本，2000年度（平成12年度）- 2015年度（平成27年度）的1日平均上車人次推移如下表。
| 上車人次推移       | 上車人次推移     | 上車人次推移    |
| 年度               | 1日平均 上車人次 | 來源            |
| ------------------ | ---------------- | --------------- |
| 2000年（平成12年） | 1,161            | [ 利用客数 1 ]  |
| 2001年（平成13年） | 1,140            | [ 利用客数 2 ]  |
| 2002年（平成14年） | 1,128            | [ 利用客数 3 ]  |
| 2003年（平成15年） | 1,101            | [ 利用客数 4 ]  |
| 2004年（平成16年） | 1,104            | [ 利用客数 5 ]  |
| 2005年（平成17年） | 1,110            | [ 利用客数 6 ]  |
| 2006年（平成18年） | 1,102            | [ 利用客数 7 ]  |
| 2007年（平成19年） | 1,090            | [ 利用客数 8 ]  |
| 2008年（平成20年） | 1,082            | [ 利用客数 9 ]  |
| 2009年（平成21年） | 1,029            | [ 利用客数 10 ] |
| 2010年（平成22年） | 1,001            | [ 利用客数 11 ] |
| 2011年（平成23年） | 1,013            | [ 利用客数 12 ] |
| 2012年（平成24年） | 1,066            | [ 利用客数 13 ] |
| 2013年（平成25年） | 1,139            | [ 利用客数 14 ] |
| 2014年（平成26年） | 1,104            | [ 利用客数 15 ] |
| 2015年（平成27年） | 1,131            | [ 利用客数 16 ] |

## 车站周边
- 丸政四代拉麵
- 清春白樺美術館
- 北杜警察署
- 長坂郵政局
- 北杜郵政局
- 山梨中央銀行長坂支店
- 甲府信用金庫長坂支店
- 長坂自動車教習所
- 北杜市立甲陵高等學校
- 北杜市立甲陵中學
- 北杜市立長坂中學
- 北杜市立長坂小學

## 相鄰車站
東日本旅客鐵道（JR東日本）
 中央本線
日野春（CO 49）－長坂（CO 51）－小淵澤（CO 51）

### 使用情況
1. ↑  . 東日本旅客鉄道.   [2019-04-18]. （原始内容存档于2019-03-27）.
2. ↑  . 東日本旅客鉄道.   [2019-04-18]. （原始内容存档于2019-03-27）.
3. ↑  . 東日本旅客鉄道.   [2019-04-18]. （原始内容存档于2019-03-27）.
4. ↑  . 東日本旅客鉄道.   [2019-04-18]. （原始内容存档于2019-03-27）.
5. ↑  . 東日本旅客鉄道.   [2019-04-18]. （原始内容存档于2019-03-27）.
6. ↑  . 東日本旅客鉄道.   [2019-04-18]. （原始内容存档于2019-03-27）.
7. ↑  . 東日本旅客鉄道.   [2019-04-18]. （原始内容存档于2019-03-27）.
8. ↑  . 東日本旅客鉄道.   [2019-04-18]. （原始内容存档于2019-04-02）.
9. ↑  . 東日本旅客鉄道.   [2019-04-18]. （原始内容存档于2019-03-27）.
10. ↑  . 東日本旅客鉄道.   [2019-04-18]. （原始内容存档于2019-03-27）.
11. ↑  . 東日本旅客鉄道.   [2019-04-18]. （原始内容存档于2019-03-27）.
12. ↑  . 東日本旅客鉄道.   [2019-04-18]. （原始内容存档于2019-03-27）.
13. ↑  . 東日本旅客鉄道.   [2019-04-18]. （原始内容存档于2019-03-27）.
14. ↑  . 東日本旅客鉄道.   [2019-04-18]. （原始内容存档于2016-04-04）.
15. ↑  . 東日本旅客鉄道.   [2019-04-18]. （原始内容存档于2019-03-27）.
16. ↑  . 東日本旅客鉄道.   [2019-04-18]. （原始内容存档于2019-03-23）.

## 外部連結
- 車站資訊（長坂）：東日本旅客鐵道